# Scudo balistico

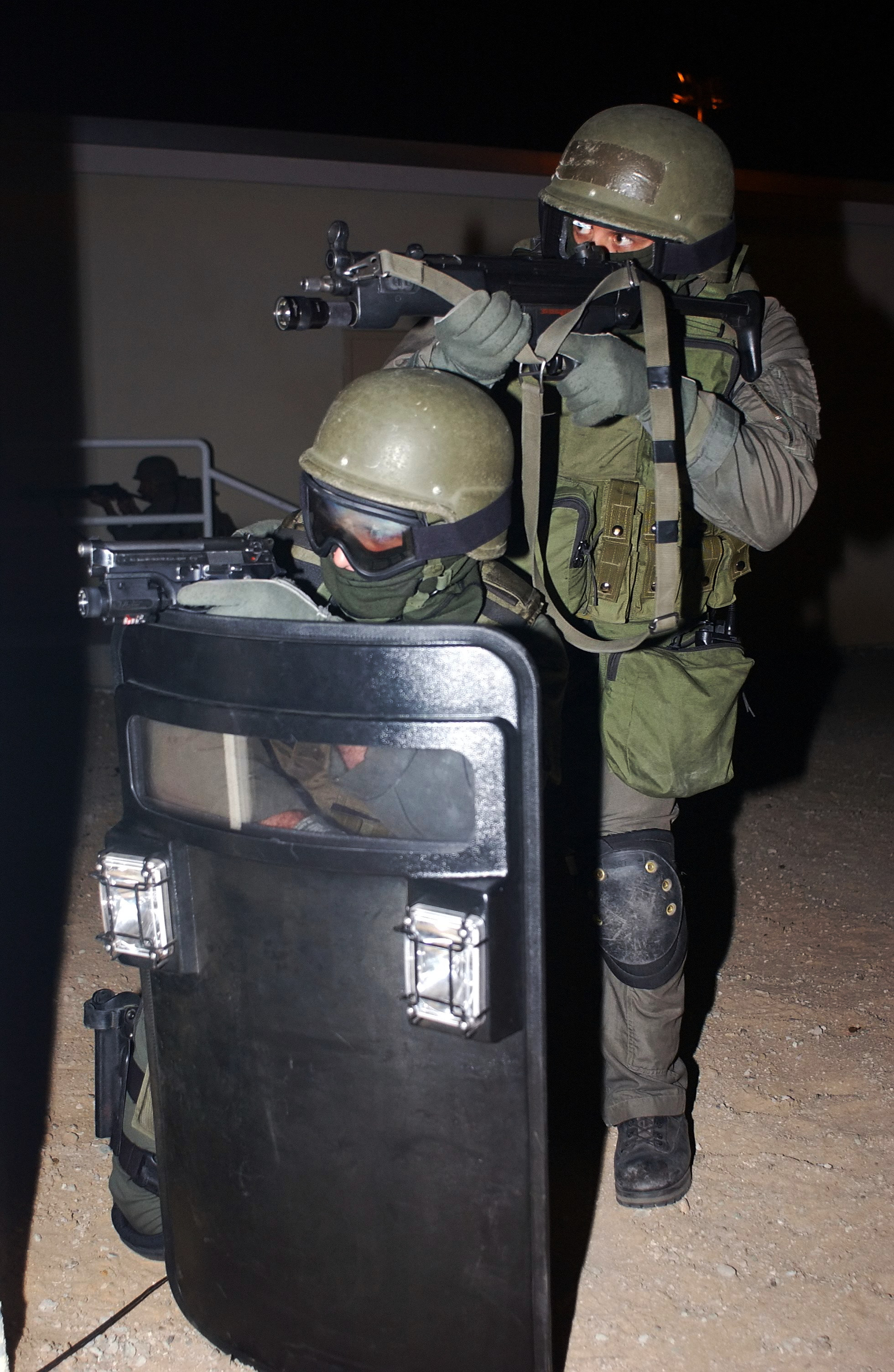
USMC Special Reaction Team

Uno scudo balistico, scudo antiproiettile o scudo tattico è uno scudo trasportabile a mano che difende il portatore da proiettili da arma da fuoco a bassa potenza, pistole, mitra e fucili a canna liscia. In alcuni casi gli scudi possono proteggere anche da proiettili da fucile, ma sono più pesanti e spessi, e montati su ruote.
Questi scudi sono stati usati da militari e polizia per tutto il XX secolo.
Lo scudo balistico non deve essere confuso con lo scudo antisommossa, il quale protegge solo da colpi con armi bianche.

## Storia

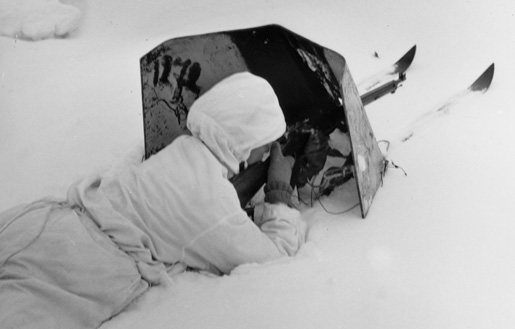
Uno scudo su slitta usato da un soldato sovietico

### Pre-prima guerra mondiale
I primi scudi erano di metallo, con una piccola feritoia per la visione. Nel 1894 il capitano Boynton della British Army progettò e testò un piccolo scudo d'acciaio da attaccare sotto il fucile tramite un cardine, e che proteggeva l'utilizzatore in posizione prona. Durante la guerra russo-giapponese del 1904-1905, il Giappone usò un certo quantitativo di scudi individuali, pesanti 8 kg e di 30 × 47 cm. Questi sono importanti perché la parte posteriore, rivolta verso l'utilizzatore, era foderata di cuoio imbottito di crine, il che forniva una certa protezione dalla spallazione.

### Prima guerra mondiale
Vi sono vari esempi di scudi balistici durante la prima guerra mondiale, anche se a volte erano più protezioni statiche che oggetti da poter essere trasportati attivamente Generalmente erano divisi in scudetti da fucile, scudi per avanzare e scudi pesanti da posizione. I primi erano leggeri e trasportabili attaccati al fucile, e fornivano una copertura ridotta. I secondi erano di dimensioni maggiori, spesso dotati di piedini per appoggiarli a terra, e servivano per coprire l'utilizzatore durante l'avanzata. Gli scudi pesanti invece erano intesi per dare protezione ad una posizione fissa, spesso per un cecchino, una mitragliatrice o simili.
I primi giubbotti antiproiettile erano poco diversi dalle antiche corazze, in quanto erano pezzi di acciaio unici, spesso con pochi altri accessori eccetto le cinghie, e a volte composti solo da una piastra pettorale, senza lo schienale. Alcuni di questi corpetti erano più simili a scudi che a protezioni indossabili, perché venivano usati per fortificare le trincee piuttosto che portati. Un altro esempio simile si ha nella corazza Farina, usata dalle Compagnie della Morte italiane, i precursori degli Arditi. Questa non solo fungeva da protezione per il petto e spalle, ma era dotata di cinghie che permettevano di impugnarla come uno scudo, anche se in questo ruolo era poco pratico a causa del suo peso (9,2 kg)
Un modello particolare è la pala/scudo ideata dall'esercito canadese. Questa era una normale paletta ripiegabile da trincea, la cui lama era dotata di un foro. La paletta però era poco efficace in quanto il filo non era affilato, e come scudo era difficile da utilizzare a causa della forma, e forniva poca protezione. I 22.000 pezzi ordinati per 29.000 $ furono rivenduti come materiale di scarto per 1.400 $ nel 1917.
La Germania mandava avanti i propri cecchini nella terra di nessuno protetti da piccoli scudi dello spessore di 6–10 mm che non potevano essere perforati da colpi di arma normale, quindi l'Inghilterra introdusse dei fucili da caccia grossa, che potevano perforare queste piastre.

### Post-prima guerra mondiale
Dopo la prima guerra mondiale lo scudo passò di moda rispetto ad altri tipi di difesa, come i giubbotti antiproiettile. Fu poco usato fino allo sviluppo di nuovi materiali antiproiettile, più leggeri dell'acciaio.

## Uso

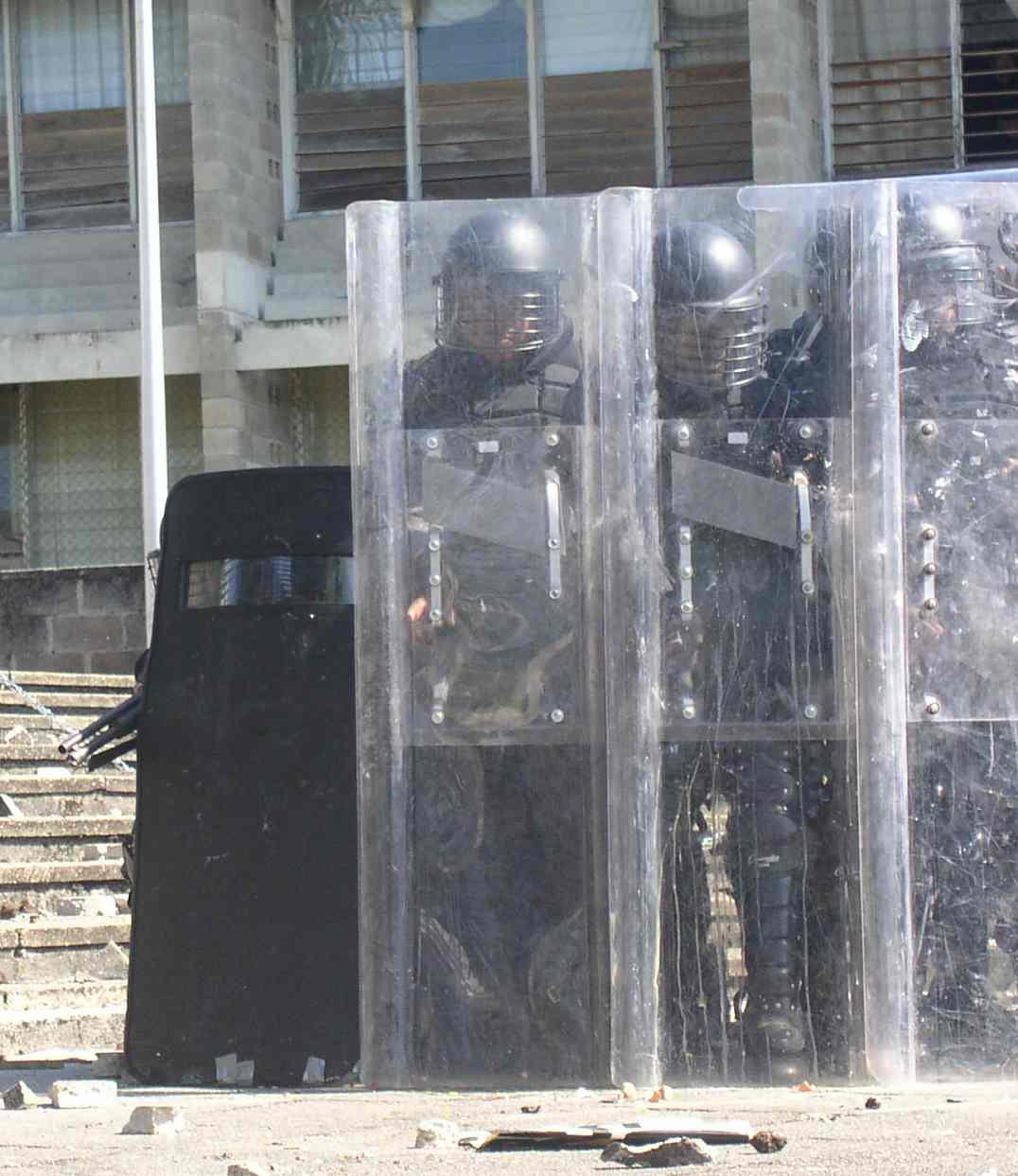
Polizia del Belize con scudi antisommossa ed uno scudo balistico (a sinistra)

Oggi ci sono vari tipi di scudi, dai più piccoli e leggeri "Minuteman" (nome della milizia statunitense della guerra d'indipendenza) agli scudi della polizia speciale, alti, che proteggono da diversi tipi di rischi.
I più piccoli, spesso usati dalla polizia dei blocchi stradali, con la forma di portablocco di 45 x 60 cm, di circa 4 kg. I più grandi sono di 1 x 1,5 m, 30–70 kg, e sono dotati di ruote e luci a batteria. Sono di Kevlar e ceramiche, e dotati di una feritoia più o meno grande coperta da un vetro antiproiettile.
Una tipica tattica della SWAT consiste in un uomo, con o senza pistola, che trasporta lo scudo ed uno dietro armato di mitra che permette l'uso di forza letale con precisione. Questa tattica è chiamata lo "stack" (catasta).
Esistono anche degli scudi anti-esplosivo, ma sono grandi e molto pesanti, nonché senza feritoia, quindi sono scarsamente usati.